# Białowąs
Białowąs – osada w Polsce położona w województwie zachodniopomorskim, w powiecie szczecineckim, w gminie Barwice.
W latach 1975–1998 miejscowość położona była w województwie koszalińskim.
Pierwsze wzmianki w kronikach o tej miejscowości pojawiają się już w średniowieczu. Dawne lenno rodów von Vodig oraz von Glasenapp. Ostatnim właścicielem majątku rycerskiego Balfanz (dawna, germańska nazwa Białowąsu) był Friedrich Wilhelm Graf von Rittberg. Twórcą obecnego układu przestrzennego zespołu pałacowo-parkowego był R. Haase. Do niego też należał majątek w okresie budowy pałacu wraz z zabudowaniami gospodarczymi.
Godne polecenia miejsca w miejscowości Białowąs:

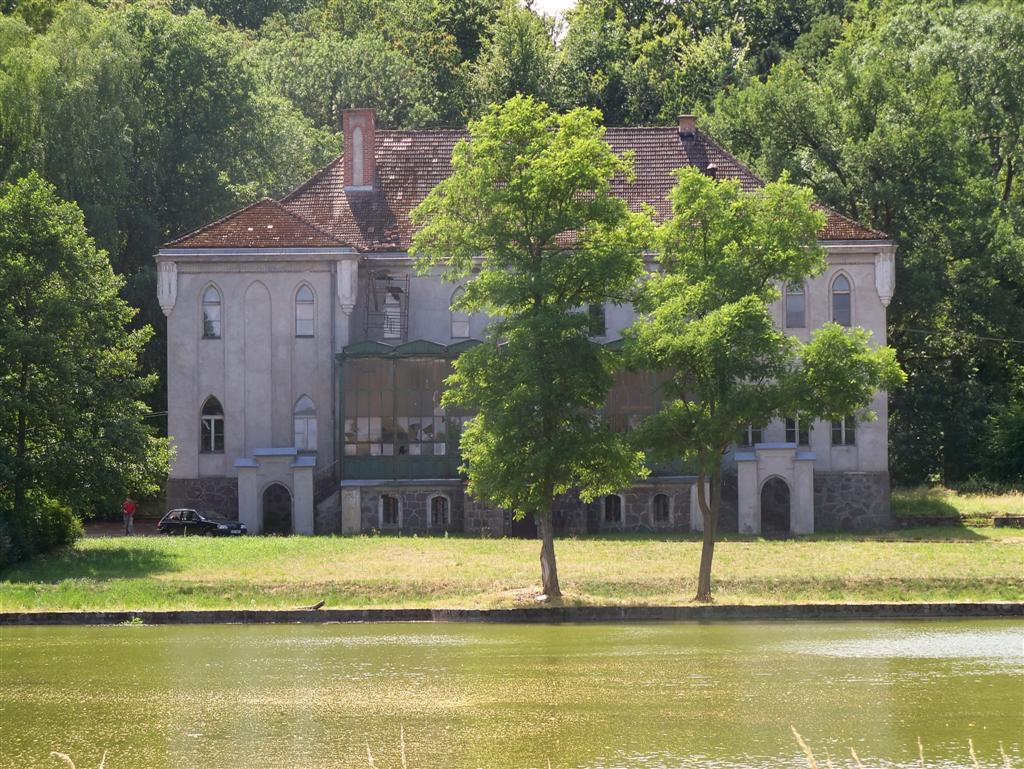
Pałac w Białowąsie

- Pałac neogotycki z II poł. XIX w. na planie prostokąta z dwoma skrzydłami po bokach.Pałac w BiałowąsieWidoczne: taras, ostrołukowe okna oraz lizeny. Wnętrze eklektyczne, z witrażami herbowymi von Rittbergów i salą myśliwską. Powierzchnia użytkowa 2270m².
- Park krajobrazowy, przypałacowy, założony w I poł. XIX w.
- Unikatowe gatunki drzew: orzech czarny, cyprysiki, choina siebolda. W tym drzewa – pomniki przyrody: buk zwyczajny odm. czerwonolistna o obw. 325 cm (180 lat), dąb szypułkowy o obw. 805 cm (ok. 500 lat), daglezja zielona o obw. 330 cm;
- Szachulcowy kościół pw. bł. Teresy Ledóchowskiej z 1689 r., fundacji Kazimierza von Glasenapp. W krypcie pod kościołem znajdują się rzeźbione barokowe trumny z lat 1647-1710 ze zwłokami członków rodziny Glasenappów. Wokół lipy drobnolistne o obw. od 300 cm do 410 cm (7 sztuk) oraz dęby szypułkowe: 420 cm i 450 cm.